# San Giacomo delle Segnate
San Giacomo delle Segnate és un municipi situat al territori de la província de Màntua, a la regió de la Llombardia (Itàlia).
San Giacomo delle Segnate limita amb els municipis de Concordia sulla Secchia, Quistello i San Giovanni del Dosso.
Pertany al municipi la frazione de Malcantone